# Abû Sulaymân al-Sijistânî
Muḥammad ibn Ṭâhir ibn Bahrâm, dit Abû Sulaymân al Sijistânî ou al-Sijzî, surnommé également al-Manṭiqî (« le Logicien ») est un philosophe iranien d'expression arabe ayant vécu au Xe siècle. Né dans la région appelée Sistan en persan moderne, il anima un cercle philosophique fameux à Bagdad.

## Biographie
Les données de sa biographie (notamment les dates) sont très mal fixées. Né dans le Sistan dans les années 910, il aurait commencé sa carrière à la cour des Saffarides à Zarandj, sous l'émir Abû Ja'far b. Muhammad (regn. 923-963), puis, vers 939, aurait gagné Bagdad où il étudia la philosophie avec le chrétien jacobite Yahya ibn Adi. Après la mort de ce dernier (974), il devint la figure centrale de l'école aristotélicienne dans la grande métropole de la culture de l'époque. Il constitua autour de lui un cercle de lettrés (philosophes, savants, écrivains) de diverses origines et affiliations religieuses, qui tenait régulièrement des sessions (majâlis) où l'on discutait de questions très diverses relatives à la philosophie, à la religion, à la science, au langage, etc. Les réunions de ce cercle sont dépeintes par son admirateur et disciple Abû Hayyân al-Tawhîdî dans deux ouvrages : al-Muqâbasât (les Conversations), avec cent six séances de discussion ou d'étude autour d'al-Sijistânî, et Kitâb al-imtâ' wa-l-mu'ânasa (le Livre du plaisir et de la convivialité), qui rapporte trente-sept discussions tenues chez le vizir Ibn Sa'dan (exécuté en 985). Il semble être mort peu après 985.
On assigne traditionnellement à Abû Sulaymân al-Sijistânî lui-même un ouvrage intitulé Ṣiwân al-ḥikma (le Réceptacle de la sagesse), qui se présente formellement comme un dictionnaire biographique et doxographique des grands philosophes et médecins depuis l'Antiquité (170 sections, dont les sections 1 à 136 consacrées aux Grecs et les sections 137 à 170 consacrées aux Arabes). Selon Joel Kraemer, il s'agit d'une compilation de textes correspondant aux études et discussions menées dans le cercle d'al-Sijistânî. Celui-ci y est occasionnellement cité à la troisième personne (« Qâla Abû Sulaymân al-Sijzî... », « Abû Sulaymân al-Sijzî dit... »). 
La version originale du Ṣiwân al-ḥikma est perdue, mais on en conserve (au moins) deux abrégés différents couvrant l'ensemble de l'ouvrage et datant des XIIe – XIIIe siècle : d'une part le Mukhtaṣar Ṣiwân al-ḥikma (Abrégé du Réceptacle de la sagesse) de l'érudit 'Umar ibn Sahlân al-Sâwî (première moitié du XIIe siècle) ; d'autre part le Muntakhab Ṣiwân al-ḥikma (Sélection du Réceptacle de la sagesse), anonyme, postérieur au précédent, considéré comme un meilleur reflet de l'original. En outre, on possède un Extrait (Ta'liq) rédigé en 1292 par l'érudit Muhammad al-Ghaḍanfar al-Tibrîzî, et le Ṣiwân al-ḥikma est largement exploité dans des ouvrages plus tardifs du même genre, comme le Kitâb al-milal wa-l-nihal (Livre des religions et des sectes) de Muhammad al-Shahrastani ou le Nuzhat al-arwâḥ wa rawḍat al-afrâḥ (Promenade des esprits et jardin des plaisirs) de Shams al-Dîn al-Shahrazûrî (XIIIe siècle, disciple de Sohrawardi).
D'autre part, le Ṣiwân al-ḥikma a connu deux « continuations » : le Tatimmat Ṣiwân al-ḥikma (Continuation du Réceptacle de la sagesse) de l'Iranien Zahîr al-Dîn al-Bayhaqî (v. 1097-v. 1169) ; et l'Itman Tatimmat Ṣiwân al-ḥikma (Supplément à la Continuation du Réceptacle de la sagesse), anonyme, contenant des poèmes de philosophes.
On conserve aussi d'al-Sijistânî quelques courts traités sur divers sujets philosophiques, et des poèmes reproduits dans les recueils mentionnés ci-dessus.

## Éditions
- M. Kügel-Turker (éd.), « Fi al-kamal al-khass bi-naw' al-insan / Sur la perfection particulière à l'espèce humaine » (texte arabe et traduction française), Pensamiento 25, 1969, p. 207-224.
- Gérard Troupeau (éd.), « Fi mabadi' al-mawjudat /Sur les principes des êtres » (texte arabe et traduction française), Pensamiento 25, 1969, p. 259-270.
- 'Abdurraḥman Badawi (éd.), Abû Sulaymân al-Sijistânî. Muntakhab Ṣiwân al-ḥikma et trois traités[8], Téhéran, 1974.
- Douglas M. Dunlop (éd.), The Muntakhab Ṣiwân al-ḥikma of Abû Sulaymân al-Sijistânî. Arabic Text, Introduction and Indices, La Haye-Paris-New York, Mouton, 1979.
- R. Mulyadhi Kartanegara (éd.), The Mukhtaṣar Ṣiwân al-ḥikma of 'Umar b. Sahlân al-Sâwî. Arabic Text and Introduction, thèse, University of Chicago, Dept. of Near Eastern Languages and Civilisations, mars 1996.
- 'Abd al-Amîr A'sam (éd.), Abû Ḥayyân al-Tawhîdî fî Kitâb al-Muqâbasât, Beyrouth, Dâr al-Andalus, 1980.
- Ahmad Amine et Ahmad al-Zayn (éd.) Abû Ḥayyân al-Tawhîdî. Kitâb al-imta' wa-l-mu'anasa, 3 vol. Le Caire, 1939-44.